# Custom Killing
Albums de Razor
Malicious Intent Violent Restitution
Custom Killing est le quatrième LP du groupe speed metal/thrash metal canadien Razor. Sorti en 1987 l'album contient des sons plus expérimentaux que les derniers album.
Notamment, l'album contient deux chansons de plus de 11 minutes, ces titres sont "Survival Of The Fittest" et "Last Rites". D'ailleurs c'est le premier et seul album avec le label Fist Fight Records.

## Liste de chansons
1. Survival of the Fittest (11:05)
2. Shootout (4:58)
3. Forced Annihilation (05:02)
4. Last Rites (11:06)
5. Snake Eyes (3:36)
6. White Noise (5:28)
7. Going Under (4:04)
8. Russian Ballet (0:34)

### Regroupement
- Chant: Stace "Sheepdog" McLaren
- Guitare: Dave Carlo
- Guitare Basse: Mike Campagnolo
- Batterie: Mike "M-Bro"